# Vrba, Dobrna
Vrba este o localitate din comuna Dobrna, Slovenia, cu o populație de 122 de locuitori.